# Christian Death
Christian Death — культовая, андеграундная американская группа, играющая в жанре дэт-рок, образованная в Лос-Анджелесе, Калифорния, в 1979 году. Группа стала наиболее известна по своему альбому Only Theatre of Pain, выпущенному в 1982 году во время зарождения готик-рок-сцены, имея маргинальную репутацию.

## История
Розз Уильямс основал Christian Death в октябре 1979 в возрасте 16 лет, совместно с басистом Джеймсом Макгирти, барабанщиком Джорджем Беланджером и гитаристом Джеем. Название Christian Death — сатирическая игра слов на имени дизайнера Christian Dior. Первое выступление группы перед аудиторией состоялось в Castration Squad. В 1980 и 1981 годах Christian Death выступали на различных шоу с калифорнийскими группами 45 Grave, Social Distortion и Adolescents.
В феврале 1981 года Christian Death взяли перерыв. Розз Уильямс сконцентрировался на побочном проекте Premature Ejaculation, совместно с Роном Эти. Тем же летом в группу пришёл гитарист Рикк Эгню (Adolescents), который заменил Джея. В конце 1981 года был выпущен альбом компиляций Hell Comes to Your House. Трек, который Christian Death назвали «Dogs», вместе с несколькими отдельными композициями, был позже выпущен во Франции как EP Deathwish. Запись Deathwish и участие в сборнике подняло интерес к Christian Death на новый уровень, и Лиза Фанчер (Lisa Fancher) подписала контракт на работу группы с её фирмой Frontier Records. Их дебютный альбом Only Theatre of Pain вышел в марте 1982 года. Рон Эти и Ева Ортиз (Eva Ortiz) участвовали в записи вокала, над дизайном обложки альбома работал сам Розз. Альбом критиковали в прессе, но он был замечен. Комментатор религиозной телевизионной программы о сатанинских воздействиях сломал копию альбома в эфире.
Концерты Christian Death стали более театрализованными. Розз иногда выходил на сцену в подвенечном платье, кощунствовал над распятием Христа, представляя на сцене собственное. Эти и другие действия привели к тому, что религиозные группы устраивали демонстрации протеста перед концертами, сжигали копии альбомов группы и даже добились отмены некоторых концертов. Рикк Эгню и Джордж Беланджер ушли из группы в конце 1982 года, Ева Ортиз, — гитара и бэк-вокал, с Чайной (China), — ударные, заняли их места на концертах. Майкл Монтана (Michael Montana) заменил Еву после первого концерта Christian Death и Pompeii 99.
В это время Розза пригласили на вечеринку по поводу выхода альбома Pompeii 99, где он познакомился с Валором Кандом (Valor Kand) и Дэвидом Глассом (David Glass). Они обсуждали возможные совместные выступления Christian Death и Pompeii 99, но в 1982 году группа Christian Death распалась в связи с массовой неявкой на репетиции из-за внезапно посетившей всех наркотической зависимости. Французский лейбл L’Invitation au Suicide выпустил пластинку Only Theatre of Pain во Франции в 1983 году, и Ян Фэнси (Yann Fancy) хотел, чтобы Christian Death гастролировали в Европе. Розз, не имея в данный момент собственной группы, принял предложение соединиться с Pompeii 99. Он хотел назвать новый коллектив Daucus Karota, в честь имени галлюцинации из книги The Drug Experience, но Вэлору было выгоднее использовать имя Christian Death: Розз — вокал, Валор — гитара, Житан Демон (Gitane Demone) — клавишные и бэк-вокал, Дэвид Гласс — ударные, и Констанс Смит (Constance Smith) — бас-гитара. В этом составе они выступали в Лос-Анджелесе и его округе, в клубах The Roxy и Fenders Ballroom.
В конце 1983 года их пригласили на американское музыкальное шоу «Media Blitz», где они исполнили песни «Cavity» и «Romeo’s Distress» и дали короткое интервью. Своё первое европейское шоу они сыграли в Les Bains Douches в Париже 12 февраля 1984 года и продолжали гастролировать по Европе до июня.
Catastrophe Ballet был записан в это время в студии Rockfield, находящейся в Монмуте, Уэльс. Вместо религиозных тем дебюта, новый альбом был насыщен сюрреализмом и дадаистскими темами, Розз даже посвятил эту работу Андре Бретону (André Breton). Ему нравилось жить во Франции, где родилось много артистических и литературных героев Розза — Rimbaud, Genet, Lautremont, Marcel Duchamp, Rene Magritte и много других. Констанс Смит ушёл из коллектива после завершения альбома и был заменён Дэйвом Робертсом (Dave Roberts).
Осенью 1984 года Christian Death вернулись в Америку для записи альбома Ashes, который вышел в следующем году. Розз, Валор, Житан и Дэвид участвовали в большинстве аранжировок, хотя кооперировали и следующие: Рэнди Уайлд (Randy Wilde) — бас, Эрик Уэстфолл (Eric Westfall) — скрипка и электроаккордеон, Севан Канд (Sevan Kand) — плач, Билл Свэйн (Bill Swain) — труба, Ричард Хурвиц (Richard Hurwitz) — тромбон, и Майкл Андраэс (Michael Andraes). Кристина Фуллер (Kristina Fuller) управляла освещением, фильмами и четырьмя сменами костюмов Розза. За несколько дней до этого, их выступление в голливудском Berwin Entertainment Centre было записано и выпущено под названием The Decomposition of Violets. В этих концертах также участвовали Джефф Уильямс (Jeff Williams) и Барри Галвин (Barry Galvin). Вскоре, перед началом гастролей в Италии, запланированных на июнь 1985 года, Розз решил уйти из группы, так как он не хотел продолжать работу с рутинным стилем рок. Он позвонил Житан, сообщая: «У меня нет больше желания продолжать это… Я ухожу».
Розз официально ушёл из группы в апреле 1985 года, оставив Валора с остальными перед гастролями в Европе. Он попросил Житан не продолжать под именем Christian Death, и Валор согласился переименовать коллектив в Sin and Sacrifice. Через некоторое время, оказалось, что Валор не сдержал своего слова, используя имя Christian Death, к полному негодованию Розза. Розз чувствовал, что Christian Death была только его идеей с самых ранних лет группы, и что это было только его правом прекратить её существование. Житан оставалась верной Валору, хотя разделяла мнение Розза. Несколько лет спустя Валор официально выиграл право на использование имени, так как Розз не принял никаких легальных мер по этому поводу.

## Дискография

### Альбомы
- 1982: Only Theatre of Pain
- 1984: Catastrophe Ballet
- 1985: Ashes
- 1992: The Iron Mask
- 1993: The Path of Sorrows
- 1994: The Rage of Angels

### EP
- 1981: Deathwish

### Синглы
- 1992: Skeleton Kiss
- 1992: Spiritual Cramp

### Live
- 1981: Live at the Whisky a Go Go
- 1982: Los Angeles Anticlub, 13 november (bootleg)
- 1984: Catastrophe Ballet Live
- 1986: The Decomposition of Violets
- 1990: Heavens and Hells
- 1993: Iconologia
- 1993: Sleepless Nights
- 1993: Invocations
- 1994: The Doll’s Theatre

### Компиляции
- 1993: Mandylion (под названием Christ Death в Европе)
- 1993: Invocations 1981—1989
- 1999: The Best of Christian Death
- 2005: Death Club 1981—1993
- 2007: Romeo’s Distress
- 2007: Six Six Sixth Communion

## Совместно с Valor Kand

### Альбомы
- 1986: Atrocities
- 1987: The Scriptures
- 1988: Sex, Drugs and Jesus Christ
- 1989: All the Love All the Hate (Part 1 — All the Love)
- 1989: All the Love All the Hate (Part 2 — All the Hate)
- 1990: Insanus, Ultio, Proditio, Misericordiaque
- 1994: Sexy Death God
- 1996: Prophecies
- 1998: Pornographic Messiah
- 2000: Born Again Anti-Christian
- 2007: American Inquisition
- 2015: The Root of All Evilution
- 2022: Evil Becomes Rule

### EP
- 1985: The Wind Kissed Pictures
- 1995: Amen

### Синглы
- 1986: Believers of the Unpure
- 1987: Sick of Love
- 1988: Church of No Return
- 1988: What’s the Verdict
- 1989: Zero Sex
- 1989: We Fall Like Love / I Hate You

### Live
- 1987: Jesus Christ Proudly Presents
- 1989: The Heretics Alive
- 1995: Amen

### Компиляции
- 1990: Past, Present and Forever
- 1991: Jesus Points the Bone at You?
- 1999: The Bible